# Wakefield (circonscription britannique)
Circonscription parlementaire de la Chambre des communes
La circonscription de Wakefield est une circonscription située dans le West Yorkshire.
Le dernier découpage de la circonscription date de 2010.

## Résultats électoraux
La circonscription a élu des députés travaillistes continûment de 1932 à 2019. Arthur Greenwood a été député de la circonscription entre 1932 (à la suite d'une élection partielle) et 1954 (date de sa mort).
De 2005 à 2019, la circonscription est représentée à la Chambre des communes du Parlement britannique par Mary Creagh du Parti travailliste. De 2019 à 2022, elle est représentée par Imran Ahmad Khan du Parti conservateur. Après la démission de celui-ci, une élection partielle se tient le 23 juin 2022, le même jour que pour la circonscription de Tiverton and Honiton. Le travailliste Simon Lightwood est élu.
| Parti politique         | Parti politique         | Nom                     | Voix   | %       | ±%   | Maj.  |
| ----------------------- | ----------------------- | ----------------------- | ------ | ------- | ---- | ----- |
|                         | Conservateur            | Imran Ahmad Khan        | 21 283 | 47,27 % | +2.3 | 3 358 |
|                         | Travailliste            | Mary Creagh (sortant)   | 17 925 | 39,81 % | −9,9 |       |
|                         | Brexit                  | Peter Wiltshire         | 2 725  | 6,05 %  | 6,1  |       |
|                         | Libéraux-démocrates     | Jamie Needle            | 1 772  | 3,94 %  | 1,9  |       |
|                         | Yorkshire Party         | Ryan Kett               | 868    | 1,93 %  | −0,6 |       |
|                         | Indépendant             | Stephen Whyte           | 454    | 1,01 %  | 1    |       |
| Total des votes valides | Total des votes valides | Total des votes valides | 45 027 | 100 %   |      |       |
| Électeurs inscrits      | Électeurs inscrits      | Électeurs inscrits      | 70 192 |         |      |       |